# (190503) 2000 GT177
A (190503) 2000 GT177 a Naprendszer kisbolygóövében található aszteroida. A Spacewatch program keretében fedezték fel 2000. április 3-án.